# Morphōtikos Syllogos Anagennīsī Deryneias
Il Morphōtikos Syllogos Anagennīsī Deryneias (in greco Μορφωτικός Σύλλογος Αναγέννηση Δερύνειας cioè Associazione Culturale Rinascita Deryneia), detta anche MS Anagennisi Deryneia, o più semplicemente Anagennisi Deryneia, è una società polisportiva situata nella parte greca di Dherynia, a Cipro, che milita nella B' Katīgoria, la seconda serie cipriota. È anche dotata di una sezione dedicata alla pallavolo.

## Storia
Fondata il 1º dicembre 1920 ha aderito alla CFA solo nel 1972.

## Palmarès

### Competizioni nazionali
- B' Katīgoria: 2

1998-1999, 2002-2003

### Altri piazzamenti
- B' Katīgoria:

Secondo posto: 1986-1987, 2017-2018
Terzo posto: 2010-2011, 2015-2016

## Organico

### Rosa 2019-2020
Aggiornata al 12 febbraio 2020.
| N. |                       | Ruolo | Calciatore            |
| -- | --------------------- | ----- | --------------------- |
| 1  | Cipro (bandiera)      | P     | Christos Mastrou      |
| 5  | Cipro (bandiera)      | D     | Georgios Giannakou    |
| 7  | Cipro (bandiera)      | A     | Michalis Charalampous |
| 8  | Cipro (bandiera)      | C     | Christoforos Kourtis  |
| 10 | Cipro (bandiera)      | A     | Andreas Koullouris    |
| 11 | Grecia (bandiera)     | A     | Christos Efstathiou   |
| 14 | Grecia (bandiera)     | C     | Nikolaos Vlasopoulos  |
| 16 | Cipro (bandiera)      | D     | Antonis Ioannou       |
| 19 | Grecia (bandiera)     | A     | Antonis Ranos         |
| 21 | Portogallo (bandiera) | A     | Wesllem               |

| N. |                   | Ruolo | Calciatore              |
| -- | ----------------- | ----- | ----------------------- |
| 22 | Cipro (bandiera)  | A     | Giorgos Siathas         |
| 28 | Cipro (bandiera)  | D     | Antonis Machattou       |
| 34 | Cipro (bandiera)  | D     | Nikos Efthymiou         |
| 46 | Cipro (bandiera)  | D     | Modestos Sotiriou       |
| 77 | Cipro (bandiera)  | C     | Michalis Giorkatzis     |
| 98 | Cipro (bandiera)  | C     | Sean Ioannou            |
| 99 | Cipro (bandiera)  | C     | Lysandros Christodoulou |
|    | Grecia (bandiera) | D     | Dimitrios Toskas        |
|    | Cipro (bandiera)  | A     | Marios Zannetou         |
|    | Grecia (bandiera) | D     | Konstantinos Valmas     |